# Lithocarpus echinops
Lithocarpus echinops Hjelmq. – gatunek roślin z rodziny bukowatych (Fagaceae Dumort.). Występuje endemicznie w północnej Tajlandii. 

## Morfologia
PokrójZimozielone drzewo. Kora jest popękana i ma brązową barwę. Młode gałązki są owłosione.
LiścieBlaszka liściowa ma eliptyczny kształt. Mierzy 15–22 cm długości, ma ostrokątną nasadę i wierzchołek od ostrego do spiczastego. Ogonek liściowy jest nagi i ma 25 mm długości. Przylistki maja owalny kształt i osiągają 2–3 mm długości.
KwiatyZebrane są w kłosy o długości 7–17 cm. kwiaty rozwijają się w kątach pędów.
OwoceOrzechy o kształcie od jajowatego do kulistego, dorastają do 28 mm długości. Osadzone są pojedynczo w łuskowatych miseczkach.